# Alfred Schild
Alfred Schild (Istanbul, 7 settembre 1921 – Downers Grove, 24 maggio 1977) è stato un fisico statunitense.
Figlio di genitori tedeschi, crebbe in Inghilterra. Allo scoppio della seconda guerra mondiale fu internato come nemico, ma gli fu poi permesso trasferirsi in Canada. Nel 1946 ottenne il dottorato.
Trascorse gli undici anni seguenti al Carnegie Institute of Technology, dove partecipò allo sviluppo degli orologi atomici.
Nel 1957 si trasferì all'Università del Texas ad Austin, dove divenne responsabile di un gruppo di ricerca sulla relatività generale.
Nel 1965 con Roy Patrick Kerr sviluppò la metrica di Kerr-Schild.
Nel 1970 introdusse un'importante costruzione matematica nota come scala di Schild.
Verso la fine della sua vita fu un attivista contro la guerra del Vietnam. Morì di infarto il 24 maggio 1977.